# Stafstedt
Stafstedt là một đô thị thuộc huyện Rendsburg-Eckernförde, trong bang Schleswig-Holstein, nước Đức. Đô thị Stafstedt có diện tích 11,83 km², dân số thời điểm 31 tháng 12 năm 2006 là 385 người.